# Plasmaron
Em física, um Plasmaron é uma quasipartícula proveniente de um sistema que tem como fontes interações plasmon-elétron. É uma quasipartícula formada através de interações quasipartícula-quasipartícula, já que ambos os plasmons e elétrons são modos coletivos de tipos diferentes. Plasmarons tem sido observados recentemente em grafeno e bismuto.